# Cordón del Azufre
A Cordón del Azufre egy kis, inaktív vulkáni tömb a Központi-Andokban, Argentína és Chile határán.